# Douchetchka (film)
Pour plus de détails, voir Fiche technique et Distribution.
Douchetchka (en russe : Душечка) est un téléfilm soviétique en noir et blanc réalisé par Sergueï Kolossov et diffusé en 1966. Il est inspiré de la nouvelle éponyme d'Anton Tchekhov.

## Synopsis
"Douchetchka" Olga Plemiannikova est de nature à se fondre dans l'autre. D'abord, elle devient l'épouse d'Ivan Petrovich, un metteur en scène, et se consacre à l'entreprise de spectacles. Mais le bonheur est de courte durée, son mari décède lors d'un voyage à Moscou. Olga épouse bientôt Vassili Andreïevitch, le gérant d'une entreprise du secteur bois. Désormais, oubliant complètement le théâtre, elle ne parle que de l'ordre dans l'entrepôt et de la foresterie, répétant les phrases préférées de son mari. Puis, son deuxième mari décède. Olga se marie pour la troisième fois, avec un voisin vétérinaire. Maintenant, sa matière préférée est la médecine vétérinaire. Après la mort de son troisième mari Olga se sent  insuffisante, incomplète. Cependant, elle donne un nouveau sens à sa vie en prenant sous son aile le petit Sasha, l'enfant du premier mariage de son dernier mari - elle l'élève comme son propre fils.

## Fiche technique
- Réalisation : Sergueï Kolossov
- Scénario : d'après la nouvelle Douchetchka d'Anton Tchekhov
- Photographie : Vladimir Yakovlev
- Direction artistique : Mikhaïl Kartachov, Leonid Platov
- Musique : Iouri Levitine
- Durée : 76 minutes
- Genre : drame
- Date de diffusion : 5 novembre 1966

## Distribution
- Ludmila Kassatkina : Olga Plemiannikova
- Rolan Bykov : Ivan Petrovitch, premier mari, directeur artistique
- Piotr Konstantinov : Vassili Vassilievitch, acteur
- Roman Tkatchouk : Vassili Andreïevitch, second mari, entrepreneur
- Valentin Nikouline : Vladimir Platonovitch, troisième mari, vétérinaire
- Valentina Berezoutskaïa : Mavra, domestique
- Nina Agapova : Dadonskaïa, actrice
- Viatcheslav Gostinski : vétérinaire
- German Katchine : souffleur
- Viktor Kolpakov : Evlampi Silych, metteur en scène
- Galina Kravchenko : Anna Sergueïevna
- Vera Popova : vieille près de l'église
- Nadejda Tcherednitchenko : actrice
- Nikolaï Koutouzov : souffleur
- Sergueï Nikonenko : chef d'orchestre
- Viktor Ouralski : serveur
- Inna Fedorova : épisode
- Sofia Garrel : mère de Sasha
- Sergueï Polouchine : Sasha
- Lubov Kalujnaïa : marieuse
- Boris Kordounov : rédacteur